# Баянбалын Тэгшээ
Баянбалын Тэгшээ (1926, Ховд, Чандмань — 1948, Байтак-Богдо) —пограничник, рядовой Монгольской народной армии, Герой Монгольской Народной Республики (1949). Участник Конфликта на Байтак-Богдо.

## Биография
Сын пастуха.
В 1946 году был призван в Монгольскую народную армию, служил пулемётчиком в пограничных войсках. Принимал участие во многих боях с нарушителями границы МНР.
В 1948 году под руководством старшего лейтенанта десять солдат несли караул на границе в Будунхаргаите. Вступили в бой против превосходящих сил Гоминьданских китайцев численностью более 130 человек, вооружённых минометами, тяжелыми и ручными пулеметами. Пользуясь большим количеством вооруженных людей, противник окружил пограничников и атаковал их с целью взятия в плен живыми. В ходе сражения получил тяжёлое ранение, его нога была оторвана миной, тело было завалено грязью и камнями.
но продолжал вести неравный бой.
Награждён посмертно званием Герой Монгольской Народной Республики (1949) за отличие в пограничном конфликте с китайцами.